# نئوناسیونالیسم
نئوناسیونالیسم (به انگلیسی: Neo-nationalism) یا ملی‌گرایی نو یا ملی‌گرایی افراطی شاخه‌ای از ملی‌گرایی مدنی است که در واکنش به جهانی‌شدن سرمایه ایجاد شده‌است و بر پایهٔ نظریهٔ نظام جهانی استوار است. برخی صاحب‌نظران رخدادهایی نظیر خروج بریتانیا از اتحادیه اروپا را ناشی از فراگیر شدن نئوناسیونالیسم در آن کشور می‌دانند.